# Os Comedores de Pérolas
Os comedores de pérolas é um livro de João Aguiar escrita em 1992. Este livro é uma espécie de Diário Dramático, relatando a história de um jornalista que tem um trabalho em Macau.